# Guy Tréjan
Guy Tréjan, nome d'arte di Guy Treichler (Parigi, 18 settembre 1921 – Parigi, 25 gennaio 2001), è stato un attore francese.

## Biografia
Rimasto orfano di padre quando era ancora molto giovane, Guy Tréjan visse con una zia in Svizzera, patria del genitore, e nel 1937 iniziò gli studi a Ginevra. Appassionato di teatro, tornò a Parigi poco prima della guerra, per seguire i corsi di recitazione di Charles Dullin. Durante gli anni di apprendistato presso il teatro Sarah Bernhardt, ebbe come maestri Jean-Louis Barrault e Fernand Ledoux. 
Nei primi mesi del 1944, appena sposato e dopo aver avuto un figlio, Guy Tréjan fu reclutato per un soggiorno di servizio obbligatorio (STO) in Germania. Riuscì a non farsi identificare dai tedeschi, grazie all'uso di documenti falsi, e fuggì attraverso il Belgio per poi rifugiarsi a Ginevra. Lavorerà per otto anni in questa città, recitando in pièce radiofoniche, nell'operetta, nel cabaret, nel music hall e dedicandosi anche alla canzone. Durante questo periodo prese il cognome d'arte Tréjan.
Nel 1953 recitò in Cocktail Party di T.S. Eliot, al Theatre du Vieux Colombier di Parigi. Ottenne ruoli sempre più prestigiosi sia in teatro, che al cinema, e in serie serie televisive tra cui alcuni telefilm polizieschi.
Nel 1991 ricevette il Premio Molière per il migliore attore per il suo ruolo nella pièce Heldenplatz. La sua ultima apparizione sul palcoscenico risale al 1997, con il ruolo di Jean de La Fontaine nella commedia  Le Libertin de Dieu di Michèle Ressi.
È sepolto nel cimitero di Père-Lachaise.

## Filmografia
- Kriegsgefangen, regia di Kurt Früh (1945) - cortometraggio
- Versailles (Si Versailles m'était conté), regia di Sacha Guitry (1955)
- Maria Antonietta regina di Francia (Marie-Antoinette), regia di Jean Delannoy (1956)
- A colpo sicuro (Les Truands), regia di Carlo Rim (1956)
- Club di ragazze (Club de femmes), regia di Ralph Habib (1956)
- L'ombra sul tetto (Je reviendrai à Kandara), regia di Victor Vicas (1956)
- Delitto blu (Escapade), regia di Ralph Habib (1957)
- Delitto sulla Costa Azzurra (Retour de manivelle), regia di Denys de La Patellière (1957)
- Una parigina (Une Parisienne), regia di Michel Boisrond (1957)
- Questione di pelle (Les Tripes au soleil), regia di Claude Bernard-Aubert (1958)
- Il giorno della violenza (Douze heures d'horloge), regia di Géza von Radványi (1959)
- Tête folle, regia di Robert Vernay (1960)
- La verità (La Vérité), regia di Henri-Georges Clouzot (1960)
- Amori celebri (Amours célèbres), regia di Michel Boisrond, nello sketch Lauzun (1961)
- I tre moschettieri (Les trois mousquetaires: Première époque - Les ferrets de la reine), regia di Bernard Borderie (1961)
- La vendetta dei moschettieri (Les trois mousquetaires: La vengeance de Milady), regia di Bernard Borderie (1961)
- L'imprevisto, regia di Alberto Lattuada (1961)
- Conduite à gauche, regia di Guy Lefranc (1962)
- I fortunati (Les Veinards), regia di Jean Girault, nello sketch: Le vison (1963)
- I tre affari del signor Duval (Pouic-Pouic), regia di Jean Girault (1963)
- Lasciate sparare chi ci sa fare (Laissez tirer les tireurs), regia di Guy Lefranc (1964)
- Allarme dal cielo (Le Ciel sur la tête), regia di Yves Ciampi (1965)
- La maison de campagne, regia di Jean Girault (1969)
- Jo e il gazebo (Jo), regia di Jean Girault (1971)
- Il serpente (Le Serpent), regia di Henri Verneuil (1973)
- La storia di Edith Piaf, l'angelo della strada (Piaf), regia di Guy Casaril (1974)
- Gruppo di famiglia in un interno, regia di Luchino Visconti (1974)
- Le Futur aux trousses, regia di Dolorès Grassian (1975)
- La bestia (La Bête), regia di Walerian Borowczyk (1975)
- On efface tout, regia di Pascal Vidal (1979)
- T'inquiète pas, ça se soigne, regia di Eddy Matalon (1980)
- Ho sposato un'ombra (J'ai épousé une ombre), regia di Robin Davis (1983)
- La Triche, regia di Yannick Bellon (1984)
- L'Inconnu dans la maison, regia di Georges Lautner (1992)
- Hey Stranger, regia di Peter Woditsch (1994)
- La Fidélité, regia di Andrzej Żuławski (2000)
- La Chambre des officiers, regia di François Dupeyron (2001)

## Doppiatori italiani
- Nando Gazzolo in Questione di pelle
- Bruno Alessandro in La bestia